# Metophthalmus rileyi
Metophthalmus rileyi is een keversoort uit de familie schimmelkevers (Latridiidae). De wetenschappelijke naam van de soort werd in 1998 gepubliceerd door Fred Gordon Andrews.